# Biserica „Sfinții Apostoli Petru și Pavel” - Cazaclii din Odobești
Biserica „Sfinții Apostoli Petru și Pavel” - Cazaclii din Odobești este un monument istoric aflat pe teritoriul orașului Odobești.